# Aystetten

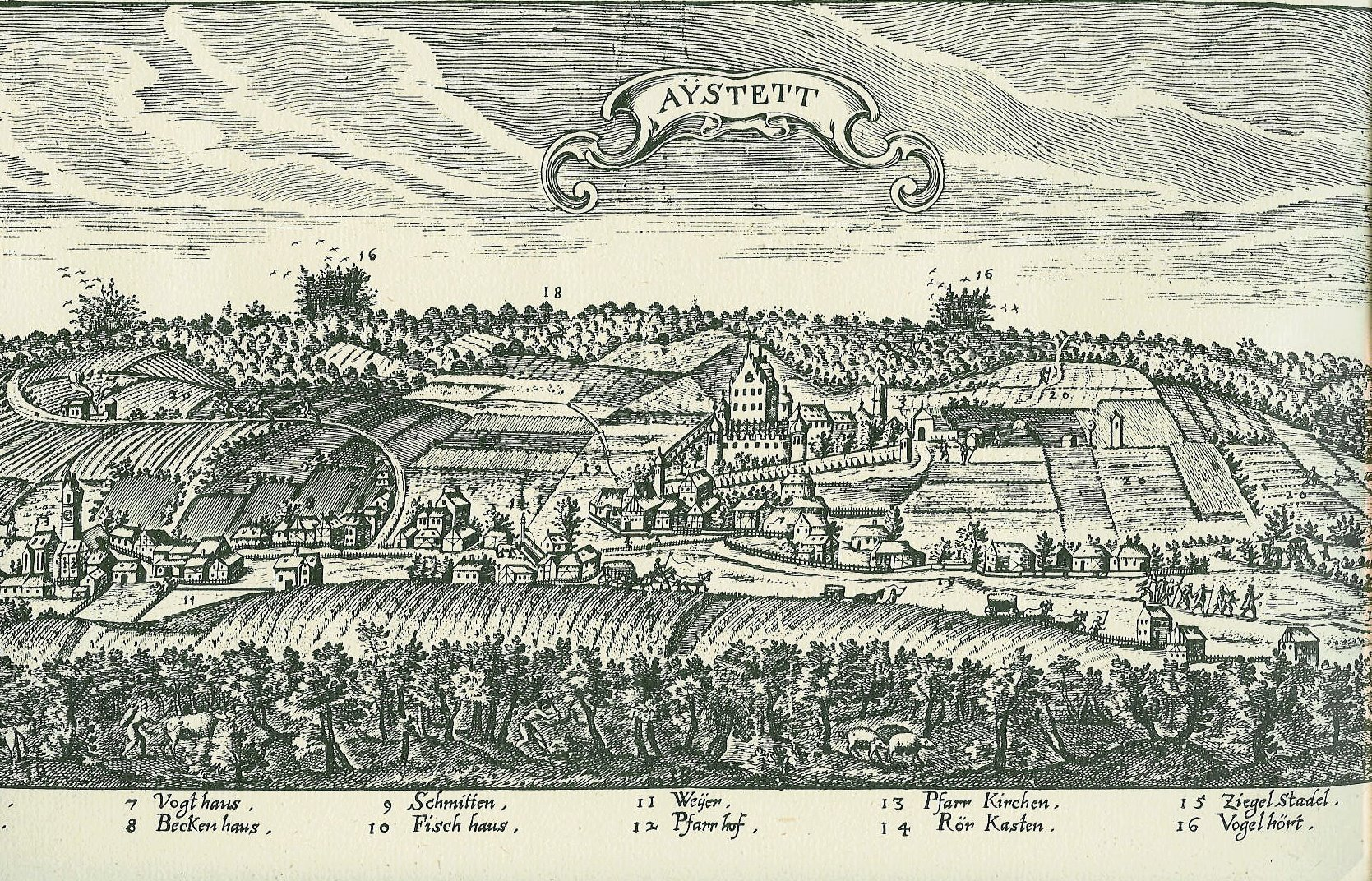
Aystetten im Jahre 1620: Kupferstich von Raphael Custos

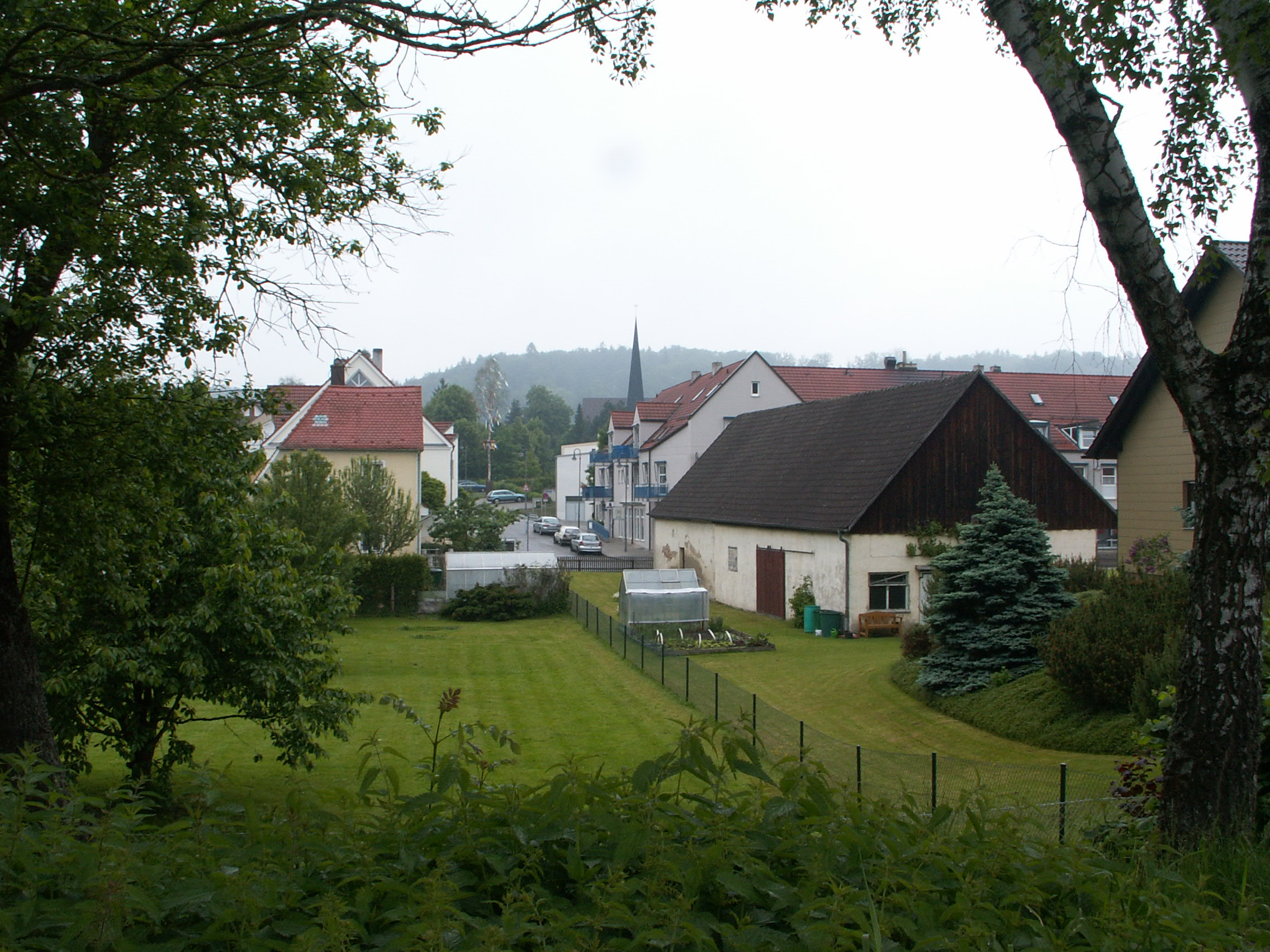
Aystetten

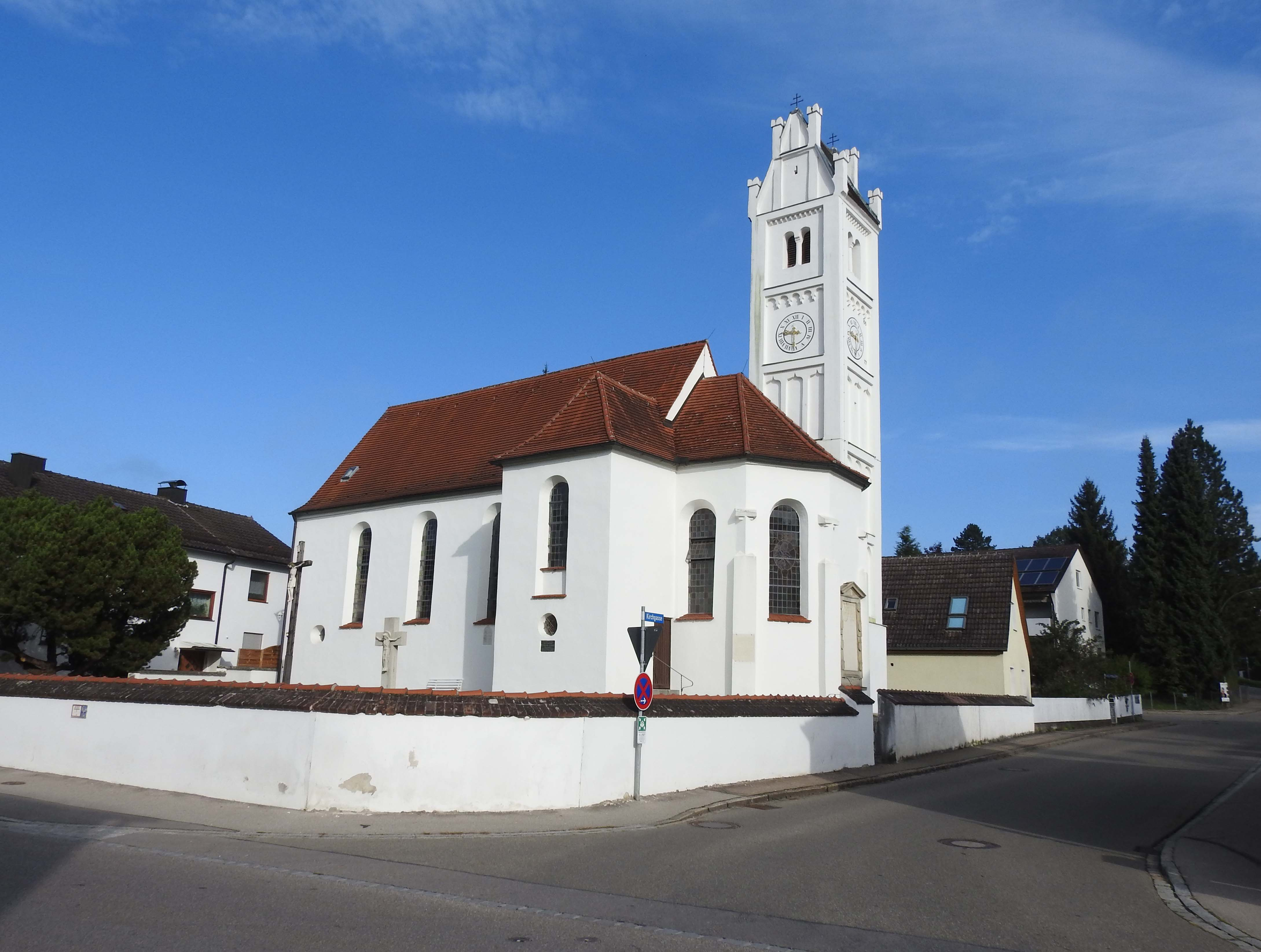
Alte Pfarrkirche in Aystetten

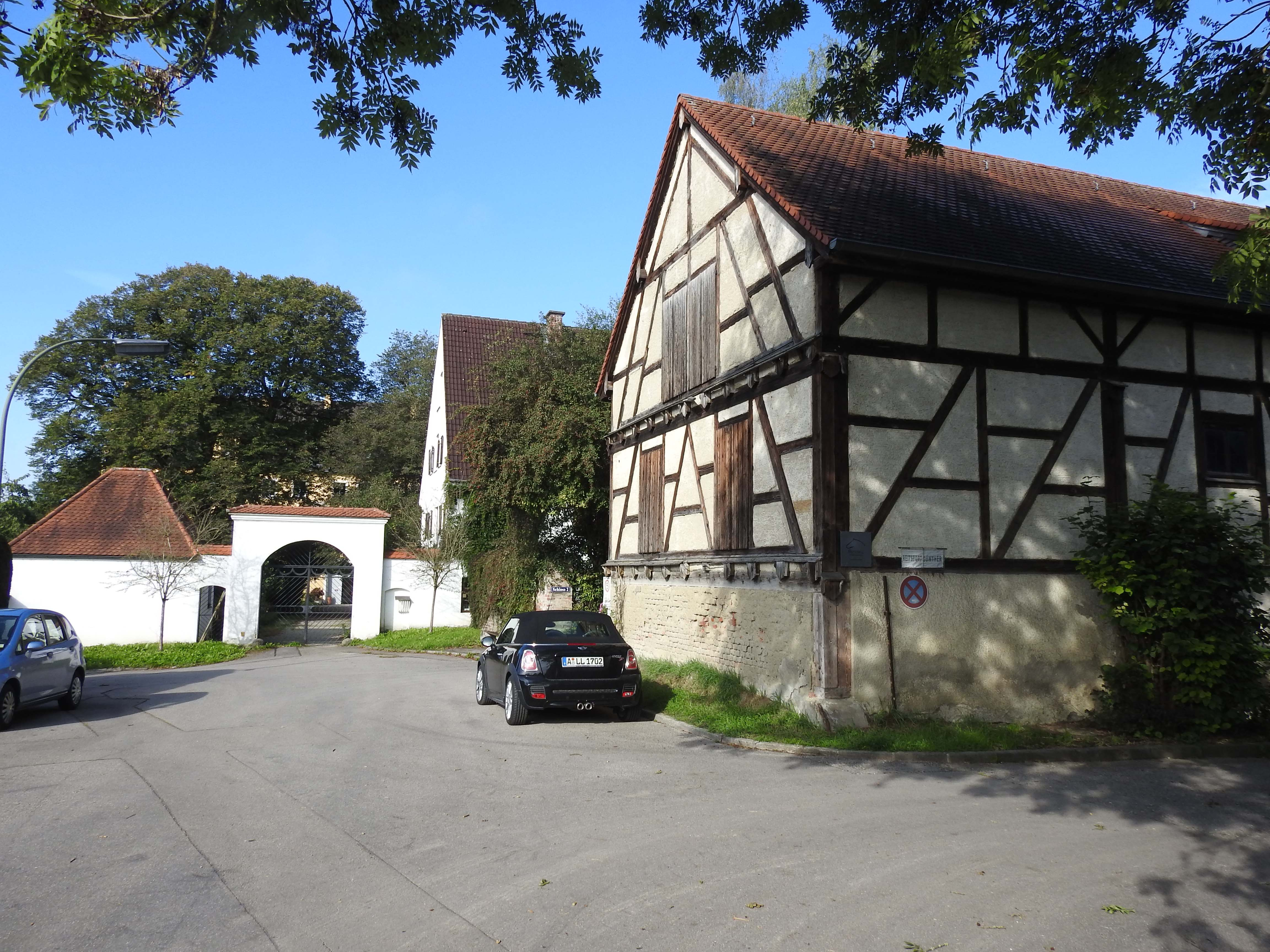
Schloss Aystetten von Osten

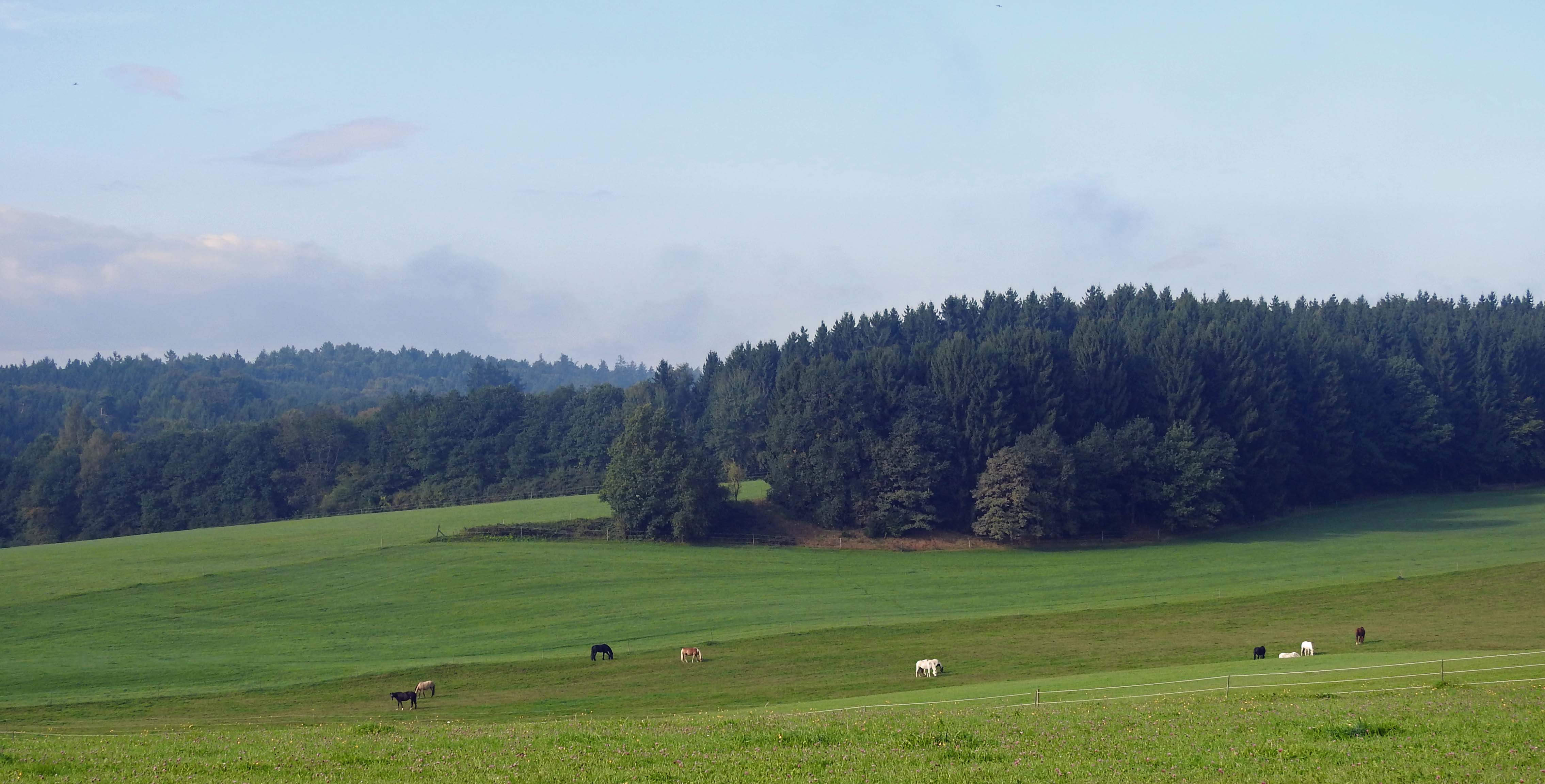
Der Rauhe Forst umgibt Aystetten

Aystetten ist eine Gemeinde im schwäbischen Landkreis Augsburg.

## Geografie
Die Gemeinde liegt in der Region Augsburg. Es gibt nur die Gemarkung Aystetten mit dem Pfarrdorf Aystetten und der Einöde Louisenruh (auch Luisenruh).

## Geschichte bis zum 19. Jahrhundert
Der Ort gehört zu den im späten Mittelalter während der sogenannten Rodungsperiode entstandenen Siedlungen. Das Reizenstein-Lexikon weist auf das Jahr 1195 hin und nennt „Aichstetin“, Wohnstätte im oder am Eichwald. Urkundlich erwähnt werden Schlossgut (Schloss Aystetten) und Dorf „Eystetenb“ 1424 als Lehen des Bischofs von Augsburg. Erster Lehnsträger war die Familie Langenmantel von Radau. Um 1487 soll es zum Besitzerwechsel an die Augsburger Patrizierfamilien Eggenberger und Herwart gekommen sein. 1545 kamen Dorf und Schloss an das Kloster Heilig Kreuz, von diesem 1582 an Anton Fugger und schließlich 1615 an die Fleckenheimer. Im Dreißigjährigen Krieg wird der Ort fast vollständig zerstört und erst im Jahre 1693 baute der neue Besitzer Leonhard Carl Sulzer das Schloss wieder auf. 1718 erwarb Franz Oktavian Langenmantel das Lehen, verkaufte es jedoch nach kurzer Zeit 1729 an Christian Freiherr von Münch. Der begüterte Bankier aus Württemberg vergrößerte das Schloss um das Doppelte, baute Wirtschaftsgebäude und legte umfangreiche Gärten an. Mit der Rheinbundakte 1806 kam der Ort zum Königreich Bayern. Im Zuge der Verwaltungsreformen in Bayern entstand mit dem Gemeindeedikt von 1818 die heutige Gemeinde. 1858 ging der Besitz an die alteingesessene Augsburger Patrizierfamilie von Stetten, deren Nachkommen noch heute Schloss und Gutshof bewirtschaften.

## Bevölkerungsentwicklung seit 1840
Volkszählung bzw. Zensus:
| Jahr      | 1840 | 1872 | 1900 | 1925 | 1939 | 1950 | 1961 | 1970 | 1987 | 2011 |
| Einwohner | 501  | 471  | 405  | 503  | 591  | 1109 | 1265 | 1900 | 2383 | 2893 |

Statistik Bayern:
| Jahr      | 2015 | 2016 | 2017 |
| Einwohner | 2993 | 3019 | 3030 |

## Politik

### Bürgermeister
Bürgermeister seit 1933:
| Amtszeit  | Name               |
| --------- | ------------------ |
| 1933–1945 | Anton Schnitzler   |
| 1945–1948 | Martin Rosenwirth  |
| 1948–1963 | Georg Bezler       |
| 1963–1982 | Josef Mörtl        |
| 1982–1994 | Rupert Schwarzmann |
| 1994–2008 | Max Rindle         |
| seit 2008 | Peter Wendel       |

Erster Bürgermeister seit dem 1. Mai 2008 ist Peter Wendel (FW), nachdem er die Stichwahl am 16. März 2008 mit 60,01 %, gegen die Kandidatin der CSU, Ulrike Steinbock, gewinnen konnte. Die darauffolgende Kommunalwahl im Jahr 2014 konnte er ebenfalls für sich entscheiden und am 29. März 2020 wurde er in der Stichwahl gegen Roland Woppmann mit 52,4 % der Stimmen (absolut 86 Stimmen) für weitere sechs Jahre im Amt bestätigt.
Seit Mai 2020 ist Roland Woppmann 2. Bürgermeister sowie Ursula Reichenmiller-Thoma 3. Bürgermeisterin.

### Gemeinderat 2020–2026
Sitzverteilung im 14-köpfigen Gemeinderat (dazu gehört auch der 1. Bürgermeister Peter Wendel [Freie Wähler]; also 15 Stimmberechtigte):
- Freie Wähler (FW): 5 Sitze
- Christlich Sozial Union (CSU): 5 Sitze
- Grüne (Bündnis 90/Die Grünen): 2 Sitze
- Parteilos: 2 Sitze

### Mitgliedschaft in Zweckverbänden
- Abwasserzweckverband Schmuttertal
- Zweckverband zur Wasserversorgung der Loderberggruppe; Auflösung des Verbandes mit Ablauf des 31.12.2023 und ein Verkauf der Wasserversorgungseinrichtungen des Zweckverbandes Wasserversorgung Loderberggruppe an die Stadtwerke Augsburg Wasser GmbH ab dem 01.01.2024[7]

### Wappen
|                         | Blasonierung: „In Blau ein schräglinkes goldenes Spitzeneichenblatt, rechts oben schwebend eine goldene Eichel.“ |
| Wappenführung seit 1982 | |

## Kultur und Sehenswürdigkeiten

### Bauwerke
- alte Dorfkirche St. Martin aus dem späten 15. Jahrhundert
- neue 1966 erbaute Pfarrkirche „St. Martin“
- Schloss Luisenruh, im Jahr 1785 errichtet
- Schloss Aystetten, seit der sechsten Generation im Familienbesitz, mit dem Porzellanzimmer[9][10]

### Vereine
- Soldatenverein Aystetten: Gründung 1908[11]
- SV Cosmos Aystetten: Der SV Aystetten wurde 1947 gegründet und hat im Jahre 2001 mit dem SV Cosmos fusioniert, so dass sich der Verein heute SV Cosmos Aystetten nennt.[12][13]
- JFG Lohwald e. V.: Gründung: Mai 2008
- Die JFG Lohwald ist ein Zusammenschluss der Fußballjugendabteilungen von vier selbstständigen Stammvereinen. Außer dem SV Cosmos Aystetten sind dies der TSV Neusäß, der TSV Täfertingen und der SV Ottmarshausen.
- Musikverein Aystetten e. V.: Gründung: 14. Dezember 1977[14]
- FC Bayern Fanclub Rote Zwerge e. V.[15]
- Wander- und Freizeitclub Aystetten e. V.: Gründung: 16. Januar 1988[16]
- Schützenverein Waldeslust Aystetten e. V.: Gründung: 1954[17]
- TC Rot-Weiß Aystetten e. V.: Gründung: 1967
- Freiwillige Feuerwehr Aystetten; Freiwillige Feuerwehr Aystetten e. V.: Gründung: 1875[18]
- Kneippverein Aystetten e. V.: Gründung: 1949[19]
- Kulturkreis Aystetten e. V.: Gründung: 1996 (aufgelöst)[20]
- Augsburger Sängerfreunde e. V.: Der Männergesangsverein Augsburger Sängerfreunde ist ein im Ortsteil Augsburg-Oberhausen ansässiger Verein, der im Jahre 1924 aus der Kolpingbewegung gegründet wurde. 1929 erwarben die Gründungsmitglieder das Grundstück am Waldrand oberhalb des Hubertusweges in Aystetten. Dieses Grundstück inklusive Sängerheim wurde 2022 verkauft[21]
- Schule für Musik und Bewegung e. V.: Gründung: 1985 in Aystetten als Schule gegründet (seit Mai 2004 ein Verein); 2023 wurde die Schule für Musik und Bewegung eine kommunale Einrichtung[22][23]
- Reitverein Schloß Aystetten e. V.: Gründung: 2014 (?)[24]

## Wirtschaft und Infrastruktur

### Wirtschaft einschließlich Land- und Forstwirtschaft
Es gab 1998 nach der amtlichen Statistik im produzierenden Gewerbe keine und im Bereich Handel und Verkehr 35 sozialversicherungspflichtig Beschäftigte am Arbeitsort. In sonstigen Wirtschaftsbereichen waren am Arbeitsort 124 Personen sozialversicherungspflichtig beschäftigt. Sozialversicherungspflichtig Beschäftigte am Wohnort gab es insgesamt 859. Im verarbeitenden Gewerbe gab es sechs, im Bauhauptgewerbe keine Betriebe. Zudem bestanden im Jahr 1999 drei landwirtschaftliche Betriebe mit einer landwirtschaftlich genutzten Fläche von 63 ha.

### Verkehr
Bis zur 1986 erfolgten Stilllegung der Weldenbahn (Augsburg–Welden) hatte der Ort einen Bahnhof, seitdem bedienten Regionalbusse die Strecke Augsburg-Neusäß-Aystetten-Welden. Bis zum Augsburger Stadtkern sind es etwa elf Kilometer und zum Autobahnanschluss Stuttgart–München drei Kilometer. Durch den Ort führt die Staatsstraße 2032 Augsburg – Dillingen. Die Regionalbusse der AVV-Linie 500/501 verkehren in der Hauptverkehrszeit im 30-Minuten-Takt zum Bahnhof Augsburg-Oberhausen mit dortigem Anschluss an die Straßen- und Regionalbahn, ebenso besteht Anschluss nach Welden.

### Bildung
- alter und neuer Kindergarten mit über 100 Kindergartenplätzen
- Grundschule (1. bis 4. Jahrgangsstufe) mit acht Lehrern und 140 Schülern

## Persönlichkeiten
- Josef Altheimer (1860–1913), Maler
- Karl-Heinz Müller (1936–2021), Politiker und Jurist
- Heio von Stetten (* 1960), Schauspieler
- Benny Greb (* 1980), Schlagzeuger und Komponist